# フォルノ・カナヴェーゼ
フォルノ・カナヴェーゼ（伊: Forno Canavese）は、イタリア共和国ピエモンテ州トリノ県にある、人口約3,300人の基礎自治体（コムーネ）。

## 地理

### 位置・広がり

#### 隣接コムーネ
隣接するコムーネは以下の通り。
- プラティリオーネ
- コーリオ
- リヴァーラ
- ロッカ・カナヴェーゼ
- レヴォーネ